# Paul Glaw
Paul Glaw (* 1988 in Halle an der Saale) ist ein deutscher zeitgenössischer Künstler, er lebt und arbeitet in Leipzig und Halle (Saale). 

## Leben
Paul Glaw lebt und arbeitet in Leipzig. Von 2010 bis 2015 studierte er Kommunikationsdesign mit dem Schwerpunkt Illustration in der Klasse von Georg Barber an der Kunsthochschule Burg Giebichenstein Halle/Saale. Von 2015 bis 2019 absolvierte er sein Masterstudium der Bildenden Kunst und Malerei an der Hochschule für bildende Künste Hamburg (HFBK). Im Jahr 2017 gewann Paul Glaw das Karl-Heinz-Ditze-Stipendium im Bereich Nachwuchsförderung. 2020 erhielt Glaw das Arbeitsstipendium der Stadt Hamburg und 2021 das Zukunftsstipendium der Hamburgischen Kulturstiftung.

## Werk
In den Werken von Paul Glaw, die durch eine expressive und farblich kodierte Darstellung der Themen Orange und Blau charakterisiert sind, werden Szenerien und Momente des Alltagslebens inszeniert, die symptomatisch für seine Erfahrungen in den 1990er- und frühen 2000er-Jahren in Halle/Saale seit der deutschen Wiedervereinigung beschrieben werden. Aus einer kritischen Perspektive heraus erkundet der Künstler die Jahre vor dem Hintergrund vorherrschender Narrative, um unerzählte Geschichten und individuelle Erfahrungen dieser Zeit aufzuzeigen. In seinen Werken thematisiert er Sorgen, Ängste, den Verlust sozialer Institutionen, Gewalt, Lethargie sowie den Verlust individueller und kollektiver Perspektiven.
Die Ambivalenz bildet den zentralen Aspekt der Bildsprache und narrativen Strategie des Künstlers. Die Entwicklung einer charakteristischen Ikonografie und eines unverkennbaren Stils in einer metaphorischen Farbkodierung ermöglicht es dem Künstler, sich mit Fragen von Identität und Wandel auseinanderzusetzen, die eng mit den gehörten und ungehörten Geschichten des Wiedervereinigungsprozesses und Ostdeutschlands verbunden sind. Glaw betont, dass er aufgrund seiner ostdeutschen Herkunft in zwei Welten lebt und hebt die Wahrnehmung zweier gesellschaftlicher Realitäten und unterschiedlicher Erzählweisen der Geschichte in Deutschland bis heute hervor. Trotz dieses autobiografischen Ansatzes unterstreicht er, dass seine Auseinandersetzung mit Prozessen der soziopolitischen Exklusion und Inklusion nicht auf den spezifischen Kontext Ostdeutschlands seit den 1990er-Jahren beschränkt ist.

## Ausstellungen (Auswahl)

### Einzelausstellungen
- 2020 „Ostwerk“, Westwerk, Hamburg (DE)
- 2018 „Bitte nicht nach Hause schicken“ (Installation); Hamburg (DE)
- 2017 „Lange Nacht der Museen“ (Performance), Deichtorhallen, Hamburg (DE)

### Gruppenausstellungen
- 2024:  „04179 - Spinnerei Galerien zu Gast im Wirkbau“, Eröffnung Kulturhauptstadt Europas Chemnitz 2025, Chemnitz (DE)[3]
- 2022: „Opening Exhibition G2 Schaulager“, G2 Kunsthalle, Leipzig (DE)[4]